# Platte River
Der Platte River [plæt] ist ein 499 km langer rechter Nebenfluss des Missouri River im US-Bundesstaat Nebraska.
Sein Flusssystem ist eines der bedeutendsten Bestandteile des Einzugsgebietes des Missouri Rivers und entwässert einen Großteil der Great Plains in Nebraska und der östlichen Rocky Mountains in Colorado und Wyoming. Der Fluss hatte bei der Expansion der Vereinigten Staaten nach Westen eine wesentliche Bedeutung, da an seinem Lauf entlang die wichtigsten Reiserouten verliefen, darunter der Oregon Trail und der Mormon Trail. Im 18. Jahrhundert war der Fluss bei den französischen Fellhändlern auch als Nebraska River bekannt.

## Lauf
Der Fluss entsteht im Westen Nebraskas bei North Platte durch den Zusammenfluss seiner Quellflüsse North Platte River und South Platte River, die in den Rocky Mountains in Colorado unweit der kontinentalen Wasserscheide entspringen. In einem großen Bogen fließt er zunächst in südöstliche und dann in nordöstliche Richtung und passiert auf seinem Weg die Städte Gothenburg, Cozad, Kearney und Grand Island. Acht Kilometer südöstlich von Columbus mündet der Loup River ein. Der Platte River fließt dann nach Osten an Northbend vorbei bis Fremont und biegt dann nach Süden ab. Nachdem er südlich an Omaha vorbeigeflossen ist, mündet er einige Kilometer nördlich von Plattsmouth in den Missouri River.
Das Einzugsgebiet des Platte beträgt etwa 233.100 Quadratkilometer. Zusammen mit dem North Platte River ist er 1593 km lang. Der Platte River entwässert eines der trockensten Gebiete der Great Plains, und deswegen ist seine Wassermenge deutlich geringer als die anderer Flüsse Nordamerikas vergleichbarer Länge. Auf dem größten Teil seines Laufes handelt es sich um einen breiten, aber flachen Fluss.
In der Pionierzeit wurde der Platteriver humorig als „an seinem Mund eine Meile breit, aber nur sechs Zoll tief“ beschrieben und dies wurde auf den aus Nebraska stammenden Politiker William Jennings Bryan übertragen.
Im Westen Nebraskas sind Ufer und Flussbett eine Oase in der ansonsten halbtrockenen Region. Der Mittelabschnitt des Platte Rivers ist ein wichtiger Rastplatz für den Vogelzug von Wasservögeln auf dem mittleren Vogelflugweg Nordamerikas, beispielsweise Schreikraniche und Sandhügelkraniche.
Der Fluss ist in den letzten sieben Jahrzehnten deutlich geschrumpft, was teilweise auf Bewässerungsmaßnahmen zurückgeht, aber zum größeren im Bau von Staudämmen begründet ist. Diese dienen der Trinkwasserentnahme der wachsenden Bevölkerung Colorados, für welche die Nutzung des Grundwassers nicht mehr ausreicht.

## Geschichte
Der erste Europäer, der den Platte River erkundete, war der französische Entdecker Étienne de Veniard, Sieur de Bourgmont, der 1714 dem Fluss den Namen „Nebraskier“ gab. Das Wort ist aus der Sprache der Oto und bedeutet „flaches Wasser“. Später erhielt der Fluss seinen Namen nach dem französischen Wort für flach, „platte“. Für die Franzosen war der Fluss ein wertvoller Transportweg im Fellhandel mit den Indianern von den Stämmen der Pawnee und Oto.
Der Fluss lag in einer Grauzone zwischen spanischen und französischen Ansprüchen auf die Great Plains. Joseph Naranjo, ein Entdecker afrikanisch-indianischer Abstammung, war ebenfalls bis an den Platte gekommen und führte später die Villasur-Expedition hierher, um die französische Expansion zu stoppen. Diese Expedition war das weiteste Vordringen der Spanier in die großen Ebenen.
Nachdem das Gebiet durch den Louisiana Purchase an die Vereinigten Staaten abgetreten wurde, erforschte und kartierte 1820 Major Stephen Harriman Long den Fluss. Er spielte eine wichtige Rolle beim Zug nach Westen im 19. Jahrhundert. Sowohl der Oregon Trail als auch der Mormon Trail folgten dem Lauf des Platte und North Platte River. Während der 1860er Jahre bildeten die beiden Flüsse die Route des Pony Express und später die Trasse für den Abschnitt der Union Pacific Railroad beim Bau der ersten Eisenbahnverbindung durch Nordamerika. Im 20. Jahrhundert wurde das Tal für die Trassenführung des Lincoln Highway und später des Interstate 80 genutzt, der durch den größten Teil Nebraskas parallel zum Platte und North Platte River verläuft.

## Literarische Bezüge
Der epische Roman „Colorado-Saga“ des Autors James A. Michener handelt von der Entwicklung des Westens aus prähistorischer in die moderne Zeit. Er spielt in der weiteren Umgebung der fiktiven Stadt Centennial, am Platte River gelegen, wobei die Geschichte der Great Plains und des Platte erzählt wird. Der Fluss als Rastplatz für Kraniche spielt eine wichtige Rolle im Roman „Das Echo der Erinnerung“ von Richard Powers.